# Lễ thánh quan thầy
Lễ bổn mạng là một truyền thống Kitô giáo khi kết hợp mỗi ngày với một hoặc nhiều vị thánh để tưởng nhớ và tôn kính trong năm phụng vụ. 
Đối với tín hữu mộ đạo, lễ bổn mạng được xem là một ngày lễ quan trọng vì nó liên quan đến thánh bổn mạng của họ. Lễ bổn mạng được cử hành mỗi năm vào ngày sinh hoặc ngày mất của vị thánh đó, hoặc ngày mà tín hữu tin là họ được lên thiên đàng.